# Billboard Music Awards
O Billboard Music Awards é uma cerimônia de entrega de prêmios nos Estados Unidos da América, realizada pela revista Billboard para homenagear artistas da indústria musical. Até ao ano de 2007, foi realizado em dezembro. A partir de 2008 passou a ser realizado em maio, e em 2011 passou a ser exibido pelo ABC.
Tal como outras cerimônias, esta destina-se à entrega de prêmios, baseados nas vendas e popularidade das tabelas musicais "Fim-de-ano da Billboard", pesquisada pela Nielsen Company, segundo artista, singles e álbuns, como também número de downloads legais, por género. Desde 1992, é entregue um galardão na categoria de Billboard Century Award.
A premiação foi realizada todos os anos entre 1989 e 2006, tendo sido sempre emitida pela Fox. Depois de um interregno de quatro anos, o Billboard Music Awards voltou em 2011, com uma edição todos os anos até ao presente. Nesta segunda fase, a cerimônia foi transmitida pela ABC até 2017, passando para a NBC em 2018, emissora que transmite o espetáculo até hoje.

## Prémios de Artista do Ano
- 1989 - Michael Jackson
- 1990 - M.C. Hammer
- 1991 - Michael Jackson
- 1992 - Mariah Carey
- 1993 - Garth Brooks
- 1994 - Ace of Base
- 1995 - Michael Jackson
- 1996 - Alanis Morissette
- 1997 - LeAnn Rimes
- 1998 - Usher
- 1999 - Britney Spears
- 2000 - Destiny's Child
- 2001 - Destiny's Child
- 2002 - Nelly
- 2003 - 50 Cent
- 2004 - Usher
- 2005 - 50 Cent
- 2006 - Chris Brown
- 2011 - Eminem
- 2012 - Adele
- 2013 - Bruno Mars
- 2014 - Katy Perry
- 2015 - Taylor Swift
- 2016 - Ariana Grande
- 2017 - Drake[2]
- 2018 - Ed Sheeran
- 2019 - Drake
- 2020 - Post Malone
- 2021 - The Weeknd
- 2022 - Drake
- 2023 - Taylor Swift

## Prémios Century Award
- George Harrison, 1992
- Buddy Guy, 1993
- Billy Joel, 1994
- Michael Jackson, 1995
- Carlos Santana, 1996
- Chet Atkins, 1997
- James Taylor, 1998
- Emmylou Harris, 1999
- Randy Newman, 2000
- Jonh Mellencamp, 2001
- Annie Lennox, 2002
- Sting, 2003
- Stevie Wonder, 2004
- Tom Petty, 2005
- Tony Bennett, 2006

## "Artista da Década"
- 1999 - Mariah Carey
- 2009 - Eminem[3]
- 2021 - Drake

## Prêmio do Milênio da Billboard
- Beyoncé, 2011[4]
- Whitney Houston, 2012
- Britney Spears, 2016

## Prêmio Ícone
- Neil Diamond, 2011
- Stevie Wonder, 2012
- Prince, 2013
- Jennifer Lopez, 2014
- Celine Dion, 2016
- Cher, 2017
- Janet Jackson, 2018
- Mariah Carey, 2019
- Garth Brooks, 2020
- P!nk, 2021
- Mary J Blige, 2022

## Artist Achievement Award
O Artist Achievement Award é um prémio oferecido em reconhecimento aos artistas que "ajudaram a redefinir a música popular com enorme sucesso nas tabelas musicais da Billboard". Destiny's Child é a única banda feminina a ganhar o prêmio.
- Rod Stewart (1993)
- Whitney Houston (1994)
- Janet Jackson (1995 e 2001)
- Madonna (1996)
- Garth Brooks (1997)
- Aerosmith (1999)
- Cher (2002)
- Destiny's Child (2004)
- Kanye West (2005)

## Artistas com mais prêmios atribuídos
Drake é o artista com mais prêmios Billboard Music Awards, totalizando 29 vitórias.
| Artista         | Número de prêmios |
| --------------- | ----------------- |
| Drake           | 29                |
| BEYONCÉ         | 27                |
| Taylor Swift    | 25                |
| Justin Bieber   | 20                |
| The Weeknd      | 19                |
| Adele           | 18                |
| Usher           | 18                |
| Garth Brooks    | 17                |
| Mariah Carey    | 15                |
| R.Kelly         | 12                |
| Rihanna         | 11                |
| 50 Cent         | 11                |
| Mary J Blige    | 10                |
| Janet Jackson   | 10                |
| Destiny's Child | 10                |

## Países e locais em que foi transmitido
- 1990-1991 - Os primeiros dois anos foram gravados em Barker Hangar em Santa Monica e exibidos depois.

Desde 1992 foram exibidos ao vivo:
- 1992-1994 - Universal Amphitheater em Los Angeles.
- 1995 - Nova Iorque, no agora demolido, Coliseum.

Depois os BMA tornaram-se a primeira cerimónia a mover-se para o metropolitano de Las Vegas:
- 1996 - Hard Rock Hotel and Casino em Las Vegas.
- 1997-atualmente - MGM Grand Garden Arena.

## Apresentadores
- 1990 - Paul Shaffer & Morris Day
- 1991 - Paul Shaffer
- 1992 - Phil Collins
- 1993 - Phil Collins
- 1994 - Dennis Miller & Heather Locklear
- 1995 - Jon Stewart
- 1996 - Chris Rock
- 1997 - David Spade
- 1998 - Kathy Griffin & Andy Dick
- 1999 - Kathy Griffin & Adam Corolla
- 2000 - Kathy Griffin & *NSYNC
- 2001 - Bernie Mac
- 2002 - Cedric the Entertainer
- 2003 - Ryan Seacrest com Nick Lachey & Jessica Simpson
- 2004 - Ryan Seacrest
- 2005 - LL Cool J
- 2006 - Sem apresentador principal
- 2011 - Ken Leog[8]
- 2012 - Julie Bowen & Ty Burrell
- 2013 - Tracy Morgan
- 2014 - Ludacris
- 2015 - Ludacris & Chrissy Teigen
- 2016 - Ludacris & Ciara
- 2017 - Ludacris & Vanessa Hudgens
- 2018 - Kelly Clarkson
- 2019 - Kelly Clarkson
- 2020 - Kelly Clarkson
- 2021 - Nick Jonas

## Categorias
- Artist of the Year
- Male Artist of the Year
- Female Artist of the Year
- New Male Artist
- New Female Artist
- Duo/Group Artist of the Year
- New Group Artist
- Album of the Year
- Duo/Group Album of the Year
- Hot 100 Male Artist
- Hot 100 Female Artist
- Hot 100 Producer
- Hot 100 Songwriter
- Hot 100 Single of the Year
- R&B Artist
- R&B/Hip-Hop Group
- R&B Producer
- R&B Songwriter
- New R&B Artist
- New Male R&B Artist
- Rap Artist
- Country Artist
- Country Albums Artist
- Country Album
- Modern Rock Artist
- Modern Rock Track
- No. 1 Classical Crossover Artist
- No. 1 Classical Crossover Álbum
- Independent Álbum Artists
- Independent Álbum
- Bestselling Single
- Hot 100 Airplay Single of The Year
- Mainstream Top 40 Track
- Digital Track
- No. 1 Rhythmic Top 40 Title
- Soundtrack Single
- Century Award
- Concert Venue Award
- Touring Venue Award
- Top Social Artist
- Rising Star